# Nick Schulman
Nick Schulman (18 september 1984) is een Amerikaans professioneel pokerspeler. Hij won onder meer het $10.000 - No Limit Hold'em-toernooi van de World Poker Tour World Poker Finals 2005 (goed voor $2.167.500,- prijzengeld) en het $10.000 World Championship No Limit Deuce to Seven Draw-toernooi van zowel de World Series of Poker 2009 (goed voor $279.751,-) als de World Series of Poker 2012 (goed voor $294.321,-).
Schulman won tot en met juni 2023 meer dan $15.600.000,- met pokertoernooien (cashgames niet meegerekend).
Schulman miste in november 2007 op een haar na zijn tweede WPT-titel, toen hij tweede werd in het $9.700 No Limit Hold'em - Championship Event van de World Poker Finals 2007. Alleen Michael Vela was hem daarin de baas. Schulman kreeg toch $864.652,- mee.

## Wapenfeiten
Naast een WPT- en een WSOP-titel won Schulman hoge prijzengelden met onder meer zijn:
- vierde plaats in het $9.700 Championship Event - No Limit Hold'em van het WSOP Tournament Circuit 2005 ($74.495,-)
- zesde plaats in het $5.000 No Limit Hold'em-toernooi van de World Series of Poker 2007 ($108.457,-)
- achtste plaats in het $24.500 No Limit Hold'em - High Roller Event van het PokerStars Caribbean Adventure 2009 ($45.700,-)
- negende plaats in het $50.000 The Players Championship Event 8-Game van de World Series of Poker 2010 ($152.730,-)
- zevende plaats in het $10.000 H.O.R.S.E. Championship van de World Series of Poker 2010 ($78.654,-)
- vierde plaats in het $100.000 No Limit Hold'em - Super High Roller Event van het PokerStars Caribbean Adventure 2011 ($400.000,-)

## WSOP
| Jaar                       | Toernooi                                                | Prijs        |
| -------------------------- | ------------------------------------------------------- | ------------ |
| World Series of Poker 2009 | $10.000 World Championship No Limit Deuce to Seven Draw | $279.751,-   |
| World Series of Poker 2012 | $10.000 2-7 Draw Lowball (No-Limit)                     | $294.321,-   |
| World Series of Poker 2019 | $10.000 Pot Limit Omaha Hi-Lo 8 or Better               | $463.670,-   |
| World Series of Poker 2023 | $1.500 7 Card Stud                                      | $110.800,-   |
| World Series of Poker 2024 | $25.000 High Roller No Limit Hold'em (8-Handed)         | $1.667.842,- |